# NN Serpentis
Désignations
NN Serpentis (en abrégé NN Ser) est une étoile variable de la constellation du Serpent. Il s'agit d'une binaire à éclipses et d'une variable cataclysmique. Elle est composée d'une naine blanche — notée A ou a — et d'une étoile naine rouge — notée B ou b — en orbite autour de leur barycentre commun. La binaire, envisagée globalement, est l'objet primaire d'un système multiplanétaire dont les deux seuls objets secondaires connus sont deux planètes circumbinaires confirmées — notées respectivement (AB) b ou (ab) c pour la première et (AB) c ou (ab) d pour la seconde.

## Découvertes
NN Serptentis a d'abord été considérée comme une nova naine analogue à U Geminorum.
La binarité de NN Serpentis a été découverte par Reinhold Haefner (Häfner) en juillet 1987 avec le Danois, un télescope Ritchey-Chrétien de 1,5 mètre de diamètre, à l'observatoire de La Silla au Chili.